# Sinisation du Xinjiang

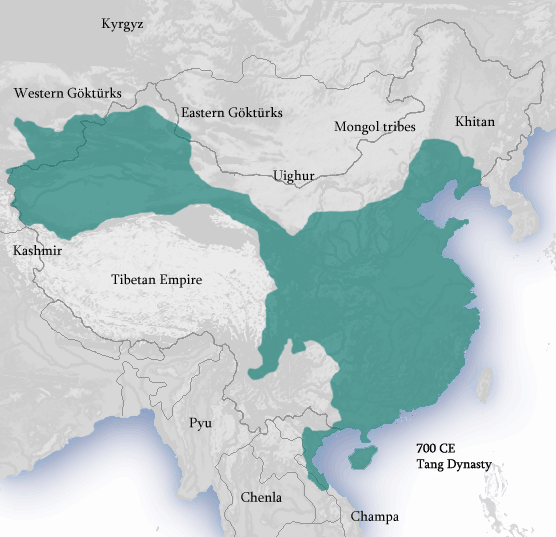
Situation des Ouïghours, la création de leur khaganat (Mongolie) et des Han de la dynastie Tang (notamment au Xinjiang) en 700

La sinisation du Xinjiang est la transformation progressive d'une région de culture persane (Tokhariens, Empire kouchan), en différentes cultures, chinoises, dont celles des Hans, Turcs (Kirghiz, Kazakhs, Ouïgours) et Mongols à partir du VIIe siècle.

## Histoire

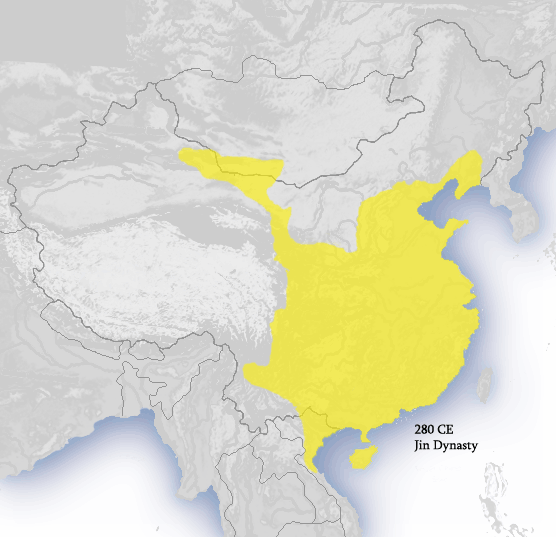
Dynastie Jin.

On ne sait pas quand a commencé le peuplement du Xinjiang par des Hans (ethnie chinoise majoritaire). Cependant sous la dynastie Han (206 av. J.-C.–220 apr. J.-C.), les habitants du Xinjiang se répartissaient respectivement entre les Sai (Sak), Yuezhi, Wusun (Usun), Qiang, Xiongnu (Huns) et Han (Chinois). Il est à noter que « Sak » correspond à Saka (population persane, donc indo-européenne), Tohri aux Tokhariens (encore indo-européens), tout comme les Wusun/Asiens. La présence de populations indo-européennes dans le Bassin du Tarim est bien attestée (ex : Momies du Taklamakan et dialecte khotanais (langue iranienne) parlé dans la future Khotan).
En -121, après avoir repoussé les Xiongnu, la dynastie Han établit les quatre commanderies de Wuwei, Zhangye, Jiuquan et Dunhuang. En 101 av. J.-C., la dynastie des Han occidentaux envoie quelques centaines de militaires à Luntai et Quli pour défricher les terres et établirent un poste de fonctionnaire local, appelé « émissaire officier », pour les diriger. Plus tard, ce poste fut dénommé « émissaire pour protéger l’ouest de Shanshan (Qarqan) ». C'est le début du Protectorat des Régions de l'Ouest, mais ces postes militaires ne peuvent toutefois pas être considérés comme un peuplement de colonisation à proprement parler.

Carte de l'Empire de la dynastie Sui.

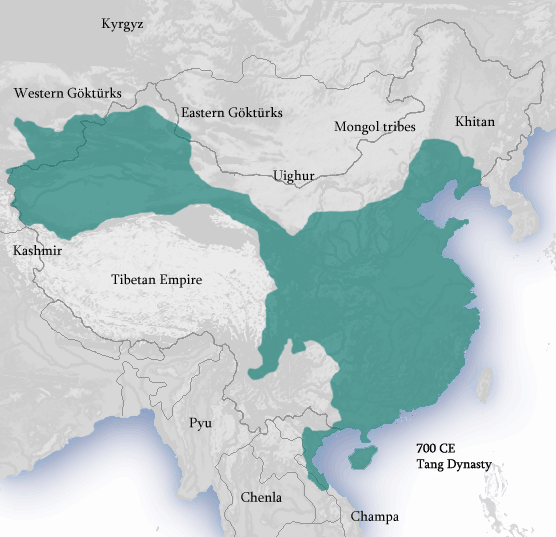
Protectorat des Régions de l'Ouest au sein de l'Empire Tang, vers l'an 700.

Après avoir vaincu les différents royaumes du bassin du tarim et le Khaganat des Turcs Occidentaux, le gouvernement central de la dynastie Tang (Dynastie chinoise 618 - 907) établit le Protectorat Général pour Pacifier L'Ouest; qui incluait le territoire de l'actuel Xinjiang. Il appliquait une administration distincte pour les Han et pour les autres peuples : à Yizhou, Xizhou (Tourfan) et Tingzhou (actuel Xian de Jimsar) où les Han étaient relativement nombreux, furent adoptés les systèmes administratifs (province, préfecture, district, canton et village), économiques (distribution égalitaire des champs et perception des impôts) et militaires pareils à ceux de l’intérieur du pays. Dans les régions habitées par des peuples autres que Han, fut conservé le système d’administration par les chefs de tribu locaux qui portaient pourtant des titres accordés par les Tang. En même temps, quatre points stratégiques furent établis à Qiuci, Yutian, Shule et Suiye (ou Suyab), appelés « Quatre bourgs d’Anxi ».
Le Khaganat ouïgour (744—848) fondé en 744 par Qutlugh Bilge Köl, après sa victoire contre le khaganat Göktürk, se forme au Nord de la Chine, autour de l'actuelle Mongolie.
En 751, les Chinois subissent une défaite militaire à l'ouest du Xinjiang près du mont Pamir contre une coalition d'Arabes, de Tibétains et de Turcs. Cette bataille s'appelle la bataille de Talas, mais elle n'est pas suivie par une annexion de la région par les arabes, car ces derniers sont occupés à finir de pacifier la Transoxiane, qu'ils viennent juste de finir de conquérir. 
Les Ouïghours s'allient rapidement avec les Chinois de la dynastie Tang et les aident à mater la révolte d'An Lushan et rétablir l'empereur sur son trône en 757. Ils sont récompensés par un cadeau annuel de vingt mille pièces de soie. 
En 840, les Ouïghours sont vaincus par les Kirghizes qui s'emparent de leur capitale. Les Ouïgours quittent leur territoire pour s'établir au Turkestan Oriental, dans la région de Tourfan, un autre groupe s'installe dans le Gansu occidental, on les appelle les Ouïgours de Ganzhou (甘州回鹘) ou les Ouïgours de Hexi (河西回鹘).
En 1009, les Karakhanides envoient des représentants à la Cour des Song du Nord (960–1127) pour offrir des produits et spécialités de Yutian qu’ils venaient d’occuper. En 1063, les Song du Nord confèrent au khan des Karakhanides le titre de « prince loyal ». La troisième année après la fondation des Song du Nord, les Ouigours de Gaochang envoient 42 représentants payer un tribut aux Song du Nord.
Le fondateur de l'Empire mongol, Gengis Khan, et ses descendant conquièrent la région, qui est ensuite intégrée à la Dynastie Yuan, fondée par Kubilai Khan en 1270, à Khanbalik (actuelle Pékin).

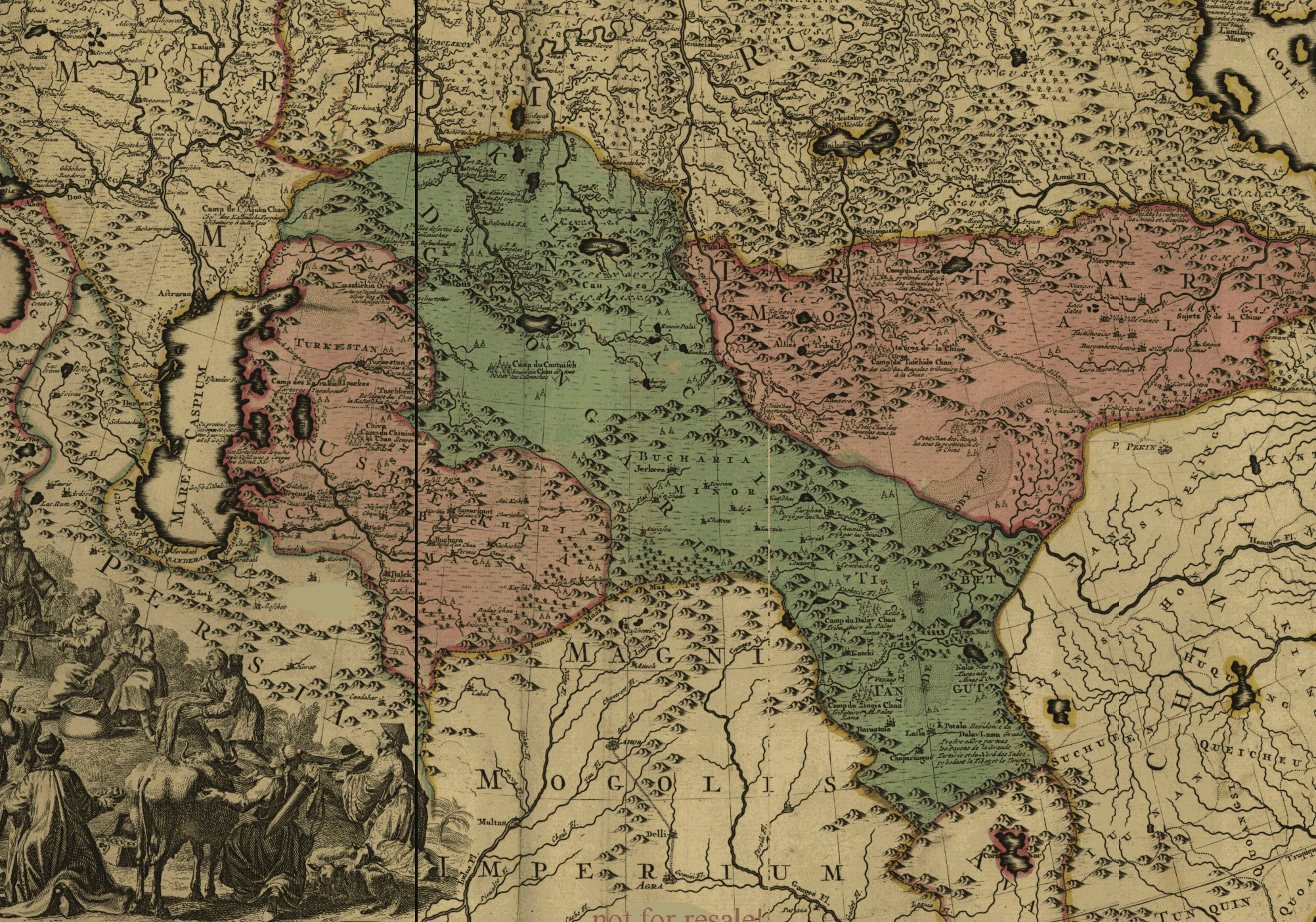
Xinjiang divisé entre les Ouzbeks (rose de gauche), et les mongols Dzoungars (vert) au Xinjiang en 1720.

Les Mongols dzoungars y établissent le Khanat dzoungar au XVIIe siècle et entrent rapidement en conflit avec les Mongols qoshots établis au Kokonor (actuel Qinghai), pour le contrôle du Tibet et de la Mongolie-Extérieure.

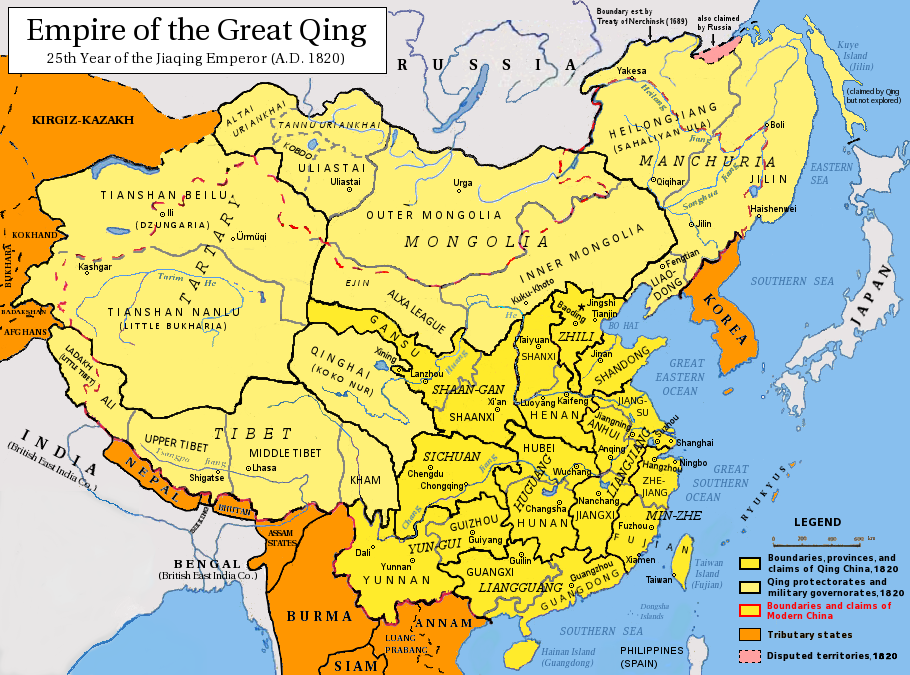
Carte de l'empire mandchou de la dynastie Qing en 1820.

En 1759 la dynastie Qing établit son pouvoir sur la région après l'extermination des Mongols dzoungars qui la contrôlent. Les Mandchous seront confrontés entre 1815 et 1862 à plusieurs révoltes menées par les Khojas. Après le soulèvement de la population musulmane chinoise en 1862. Le Tadjik (persan) Yaqub Beg prend le contrôle du territoire au Mandchous en 1864 et y établit jusqu'à 1877 l’Émirat de Kachgar. En 1884, les Mandchous reconquièrent la région et l’intègrent de nouveau à l'empire, comme province chinoise.
Par la suite, la région a connu deux périodes d'indépendance de facto à la République de Chine (1912-1949) avec de brèves intégrations à l'URSS d'une part entre 1933 et 1934 avec la République du Turkestan oriental(dans le bassin de Tarim, entre Alisu au nord et Khotan au sud) et d'autre part entre 1944 et 1948 avec la Seconde République du Turkestan oriental (dans trois districts du nord).

## Domaines de sinisation

### Population

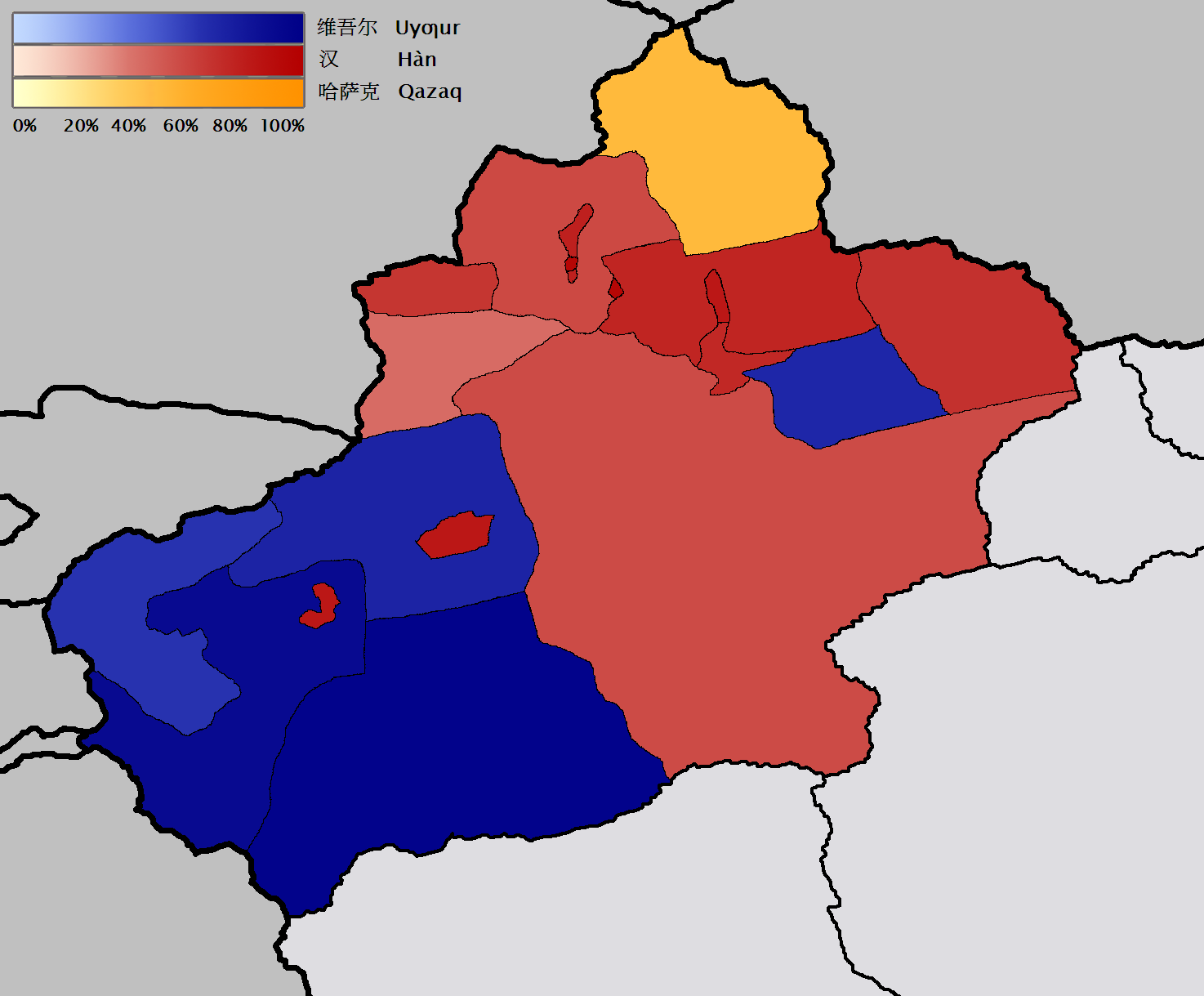
La répartition des ethnies en 2000

En 1949, les Han ne représentaient pas plus que 6 % de la population de la région. À partir de 1953, ils commencèrent à retourner au Xinjiang et, en 1964, ils représentaient 33 % de la population contre 54 % pour les Ouïghours, comme sous l'empire Qing. Une décennie plus tard, au lancement des réformes économiques en 1978, la proportion était de 46 % pour les Ouïghours et de 40 % pour les Han. Cette proportion resta la même jusqu'au recensement de 2000, où la population ouïghoure ne représentait plus que 42 %. Si ce fléchissement peut être attribué à une augmentation du nombre de Han, le fait est que des Ouïghours ont aussi migré dans d'autres régions chinoises où leur présence se renforce régulièrement. Les militants indépendantistes ouïghours craignent que le caractère ouïghour de la région ne soit modifié par l'accroissement démographique des Han mais ces derniers, ainsi que les Hui, habitent principalement la partie septentrionale de la région ou Dznugarie et sont séparés par les monts Tian Shan, de la partie sud-ouest du Xinjiang, où les Ouïghours représentent 90 % de la population. L'ethnie Han est devenu majoritaire dans la capitale Urumqi, où elle représente 70 % de la population. Les communautés vivent dans des quartiers séparés.
En 2022, le Xinjiang comprend 25 millions d'habitants, l’ethnie chinoise majoritaire des Hans, constitue plus de 42% cette population, soit sept fois plus que dans les années 1950. Par ailleurs, le nombre des Ouïghours baisse, ils représentent 45% de la population, pratiquement  moitié moins qu’en 1953.

### Économie
Le sinologue Jean-Luc Domenach indique que les Ouïghours considèrent « que la progression de l'économie chinoise se fait à leurs dépens et facilite une domination croissante des Chinois sur leur population ».

### Langue
Avec l’éducation patriotique dans le Xinjiang engagée depuis plusieurs décennies, les autorités chinoise acculturent la population turcique de la région, en la sinisant.
La sinisation des Ouïghours par la langue s'effectue par l'enseignement du chinois aux Ouïghours, voire en imposant l'usage du chinois et en interdisant celui du ouïghour. Les Ouïgours vivant en Chine étant chinois de nationalité, les cours à l'école primaire se font uniquement en mandarin. Un dispositif d'internat obligatoire est mis en place. Les enfants sont soumis à un « endoctrinement massif ». Pour l'anthropologue Sabine Trebinjac : « La séparation des familles a pour but d'éloigner les enfants de leur culture, et de renforcer l'ethnocide en cours ».
En réaction à l'érosion perçue du territoire linguistique ouïgour au profit du chinois et éventuellement du russe et de l'anglais, un appel au purisme linguistique se fait entendre parmi certains groupes ouïgours, notamment ceux de la diaspora, qui s'emploient activement à purger toute trace de chinois.